# Torbay (circonscription britannique)
Circonscription parlementaire de la Chambre des communes
La circonscription de Torbay est une circonscription située dans le Devon, représentée à la Chambre des communes du Parlement britannique depuis 2015 par Kevin Foster du Parti conservateur.

## Géographie
La circonscription comprend :
- Les villes de Torquay et Paignton

## Députés
Les Members of Parliament (MPs) de la circonscription sont :
| Législature             | Années       | Député         | Député           | Parti               |
| ----------------------- | ------------ | -------------- | ---------------- | ------------------- |
| Torbay issue de Torquay |              |                |                  |                     |
| 46e                     | 1974–1974    |                | Frederic Bennett | Conservateur        |
| 47e                     | 1974–1979    |                | Frederic Bennett | Conservateur        |
| 48e                     | 1979–1983    |                | Frederic Bennett | Conservateur        |
| 49e                     | 1983–1987    |                | Frederic Bennett | Conservateur        |
| 50e                     | 1987–1992    | Rubert Allason |                  | Conservateur        |
| 51e                     | 1992–1997    | Rubert Allason |                  | Conservateur        |
| 52e                     | 1997–2001    |                | Adrian Sanders   | Libéraux-démocrates |
| 53e                     | 2001–2005    |                | Adrian Sanders   | Libéraux-démocrates |
| 54e                     | 2005–2010    |                | Adrian Sanders   | Libéraux-démocrates |
| 55e                     | 2010–2015    |                | Adrian Sanders   | Libéraux-démocrates |
| 56e                     | 2015–2017    |                | Kevin Foster     | Conservateur        |
| 57e                     | 2017–2019    |                | Kevin Foster     | Conservateur        |
| 58e                     | 2019–Présent |                | Kevin Foster     | Conservateur        |

## Référence
- (en) Cet article est partiellement ou en totalité issu de l’article de Wikipédia en anglais intitulé « Torbay (UK Parliament constituency) » (voir la liste des auteurs).
- Carte des circonscriptions du Royaume-Uni — Ordnance Survey (Service cartographique du Royaume-Uni)

1. ↑  (en) BBC News, « UK results 2019 », sur bbc.com (consulté le 31 décembre 2019)